# Guillaume Julien Pierre Goudelin
Guillaume Julien Pierre Goudelin est un homme politique français né le 25 janvier 1765 à Sévignac (Côtes-d'Armor) et mort le 24 décembre 1826 à Dinan (Côtes-du-Nord).

## Biographie
Guillaume Julien Pierre Goudelin est le fils de Guillaume Nicolas Goudelin, sieur de la Huchardais, avocat à la cour, et de demoiselle Laurence Tronnel.
Avocat à Broons, il est administrateur du district puis député des Côtes-du-Nord à la Convention. Il siège avec les modérés et vote la réclusion de Louis XVI. Il passe au Conseil des Cinq-Cents en l'an IV et y reste jusqu'en l'an VII. Il est nommé juge au tribunal civil de Dinan de 1800 à 1815.

## Sources
- « Guillaume Julien Pierre Goudelin », dans Adolphe Robert et Gaston Cougny, Dictionnaire des parlementaires français, Edgar Bourloton, 1889-1891 [détail de l’édition]